# Angelo Badalamenti
Angelo Badalamenti, född 22 mars 1937 i Brooklyn i New York, död 11 december 2022 i Lincoln Park i Morris County, New Jersey, var en amerikansk kompositör inom tv- och filmmusik. Han är mest känd för att ha gjort musiken till David Lynchs samtliga filmer sedan 1986, förutom Inland Empire (2006). Bland annat gjorde han ledmotivet till tv-serien Twin Peaks. Badalamenti samarbetade också flera gånger med regissörerna Paul Schrader och Jean-Pierre Jeunet.
Angelo Badalamenti tonsatte texter på sångerskan Marianne Faithfulls album A Secret Life 1995. Han orkestrerade och producerade även detta album.

## Filmografi, som kompositör
- 1986 – Blue Velvet
- 1987 – Terror på Elm Street 3 – Freddys återkomst
- 1987 – Hårda killar dansar inte
- 1987 – Fängelserevolten
- 1989 – Cousins
- 1989 – Ett päron till farsa firar jul
- 1989 – Vänta till i vår, Bandini
- 1990 – The Comfort of Strangers
- 1990–1991 – Twin Peaks (TV-serie)
- 1990 – Wild at Heart
- 1992 – Twin Peaks: Fire Walk with Me
- 1993 – Naken i New York
- 1994 – Inside the Actors Studio (TV-serie) (ledmotivet)
- 1994 – Witch Hunt (TV-film)
- 1995 – De förlorade barnens stad
- 1997 – Lost Highway
- 1999 – Arlington Road
- 1999 – Vendetta
- 1999 – Holy Smoke
- 1999 – The Straight Story
- 2000 – Beach
- 2001 – Mulholland Drive
- 2002 – Motståndaren
- 2002 – Auto Focus
- 2002 – Cabin Fever
- 2002 – Secretary
- 2004 – Führerns elit
- 2004 – Evilenko
- 2004 – En långvarig förlovning
- 2005 – Dark Water
- 2005 – Dominion: Prequel to the Exorcist
- 2005 – Fahrenheit (datorspel)
- 2006 – The Wicker Man
- 2008 – The Edge of Love
- 2009 – 44 Inch Chest
- 2012 – A Late Quartet
- 2013 – Stalingrad
- 2017 – Twin Peaks: The Return (TV-serie)